# Johann Schwartzkopff (Zoologe)
Johann Georg Schwartzkopff (* 29. September 1918 in Neubrandenburg; † 22. März 1995 in Mössingen bei Tübingen) war ein deutscher Zoologe und Sinnesphysiologe. Er war ein Pionier der Elektrophysiologie und bei der Erforschung des Hörsinns und allgemein der Sinneswahrnehmung von Vögeln.

## Leben
Johann Schwartzkopff war ein Sohn des evangelisch-lutherischen Theologen, Pastors und späteren Konsistorialrates Johannes Schwartzkopff. Er wurde 1948 in Göttingen über den Vibrationssinn von Vögeln promoviert und habilitierte sich 1954 an der Universität Göttingen (Leistungen des isolierten Herzens der Weinbergschnecke). Er ging dann zu Hansjochem Autrum nach München und wurde 1961 außerplanmäßiger Professor in München. 1963 wurde er außerordentlicher Professor für Zoologie an der Universität Tübingen. 1964 wurde er ordentlicher Professor an der Ruhr-Universität Bochum, wo er Prorektor wurde.
Schwartzkopff befasste sich mit Sinneswahrnehmung von Tieren (besonders Vögeln), speziell Vibrations- und Hörsinn. 1949 entwickelte er eine Methode, die Cochlea von Vögeln zu entfernen und fand zum Beispiel, dass besonders melodische Gesänge beim Gimpel dabei schrill wurden, andere Lautäußerungen aber unbeeinträchtigt blieben. Es gelang ihm auch, elektrische Signale von der Cochlea von Vögeln aufzuzeichnen und Informationen über die zeitliche neuronale Codierung von Hörsignalen zu erhalten. Teilweise geschah das bei einem Forschungsaufenthalt bei Robert Galambos (Walter Reed Army Institute of Research) in den USA und unter Verwendung von dessen Apparaturen.
Er war Mitglied der Leopoldina. 1979/80 war er Präsident der Deutschen Zoologischen Gesellschaft.

## Schriften
- Über den Einfluss der Bewegungsrichtung der Basilarmembran auf die Ausbildung der Cochlea-Potentiale von Strix varia (Barton) und Melopsittacus undulatus (Shaw), Zeitschrift für vergleichende Physiologie, Band 41, 1958, S. 35–48
- Der Einfluß der Impuls-Folge-Frequenz auf die Komponenten des Cochlea-Potentials von Vögeln, Verh. Deutsche Zoolog. Ges., Bonn, 1960, S. 416–424
- Vergleichende Physiologie des Gehörs, Fortschritte der Zoologie, Band 12, 1960, S. 206–264
- Vergleichende Physiologie des Gehörs und der Lautäußerungen, Fortschritte der Zoologie, Band 15, 1962, S. 213–336
- mit P. Winter: Zur Anatomie der Vogel-Cochlea unter natürlichen Bedingungen, Biologisches Zentralblatt, Band 79, 1960, S. 607–625